# عبد الجليل الضامن
عبد الجليل كاظم الضامن صحفي عراقي ولد في البصرة يوم 1 يوليو 1931 و توفي يوم 12 آذار 2011 كان من العشرة الاوائل في تأسيس نقابة الصحفيين فرع البصرة وكان نقيب الصحفيين في البصرة واصبح لفترة من الفترات نقيب الغزل والنسيج وانظم إلى الحزب الوطني الديمقراطي إلى أن تم حل الحزب عام 1963 ويعتبر من وجهاء البصرة الكبار وأول افندي في منطقة(القرنة/البصرة) وكان محرراً رياضي في الكثير من الجرائد منها(جريدة المحارب وجريدة البصرة وجريدة الثغر ).

## حياته
ولد عبد الجليل كاظم الضامن في البصرة يوم 1 يوليو 1937 و نشأ وترعرع فيها وعمل كصحفي وكان من أوائل الصحفيين في تأسيس نقابة الصحفيين فرع البصرة.

## وفاته
توفي يوم 12 آذار 2011 أثر اصابته بمرض السرطان عن عمر ناهز 80 عاماً.